# Томаш Дворжак
Томаш Дворжак (чеш. Tomáš Dvořák; Злин, 11. мај 1972.) некадашњи је атлетичар из Чешке. Био је троструки светски шампион у десетобоју (1997, 1999, 2001) и бивши светски рекордер са 8.994 поена остварених у Прагу, 1999. Овај рекорд оборио је Дворжаков сународник Роман Шебрле 2001.
Дворжак се повукао у јулу 2008, пошто није успео да се квалификује за Олимпијске игре у Пекингу. Сада ради као главни тренер чешке атлетске репрезентације.

## Лични рекорди
Информације са профила Томаша Дворжака на сајту Светске атлетике.
| Дисциплина               | Резултат                 | Место    | Датум             | Поена |
| ------------------------ | ------------------------ | -------- | ----------------- | ----- |
| Десетобој (на отвореном) | 8.894 поена              | Праг     | 4. јул 1999.      | 8.994 |
| Седмобој (у дворани)     | 6.424 поена              | Гент     | 26. фебруар 2000. | 6.424 |
| 100 метара               | 10.54 с ( ветар-0.1 м/с) | Праг     | 3. јул 1999.      | 966   |
| Скок удаљ                | 8.07 м (ветар +0.9 м/с)  | Едмонтон | 6. август 2001.   | 1,079 |
| Бацање кугле             | 16.88 м                  | Праг     | 13. мај 2000.     | 906   |
| Скок увис                | 2.09 м                   | Гецис    | 3. јун 2000.      | 887   |
| 400 метара               | 47.56 с                  | Атина    | 5. август 1997.   | 931   |
| 110 метара препоне       | 13.61 с (ветар +0.8 м/с) | Атина    | 6. август 1997.   | 1,025 |
| Бацање диска             | 50.28 м                  | Турнов   | 21. мај 2000.     | 876   |
| Скок мотком              | 5.00 м                   | Атина    | 6. август 1997.   | 910   |
| Бацање копља             | 72.32 м                  | Праг     | 4. јул 1999.      | 925   |
| 1500 метара              | 4:27.63                  | Сен Дени | 27. август 1993.  | 760   |

## Међународна такмичења
| Date | Такмичење                  | Место      | Дисциплина | Пласман | Резултат    |
| ---- | -------------------------- | ---------- | ---------- | ------- | ----------- |
| 1993 | Првенство света            | Штутгарт   | Десетобој  | 10.     | 8.032 поена |
| 1994 | Првенство Европе           | Хелсинки   | Десетобој  | 7.      | 8.065 поена |
| 1995 | Првенство света у дворани  | Барселона  | Седмобој   | 2.      | 6.169 поена |
| 1995 | Првенство света            | Гетеборг   | Десетобој  | 5.      | 8.236 поена |
| 1996 | Првенство Европе у дворани | Стокхолм   | Седмобој   | 2.      | 6.114 поена |
| 1996 | Олимпијске игре            | Атланта    | Десетобој  | 3.      | 8.664 поена |
| 1997 | Првенство света            | Атина      | Десетобој  | 1.      | 8.837 поена |
| 1998 | Првенство Европе у дворани | Валенсија  | Седмобој   | 4.      | 6.175 поена |
| 1998 | Првенство Европе           | Будимпешта | Десетобој  | 5.      | 8.506 поена |
| 1999 | Првенство света у дворани  | Маебаши    | Седмобој   | 4.      | 6.309 поена |
| 1999 | Првенство света            | Севиља     | Десетобој  | 1.      | 8.744 поена |
| 2000 | Првенство Европе у дворани | Гент       | Седмобој   | 1.      | 6.424 поена |
| 2000 | Олимпијске игре            | Сиднеј     | Десетобој  | 6.      | 8.385 поена |
| 2001 | Првенство света            | Едмонтон   | Десетобој  | 1.      | 8.902 поена |
| 2002 | Првенство Европе у дворани | Беч        | Седмобој   | 2.      | 6.424 поена |
| 2003 | Првенство света у дворани  | Бирмингем  | Седмобој   | 5.      | 6.005 поена |
| 2003 | Првенство света            | Париз      | Десетобој  | 4.      | 8.242 поена |
| 2005 | Првенство света            | Хелсинки   | Десетобој  | 8.      | 8.068 поена |
| 2006 | Првенство Европе           | Гетеборг   | Десетобој  | 12.     | 7.997 поена |